# Morel (rzeka)
Morel – potok w południowo-wschodniej Francji, płynący w całości na terenie departamentu Sabaudia. Ma długość 11,49 km. Stanowi lewy dopływ rzeki Isère. 

## Geografia
Morel ma źródła w Massif de la Vanoise, na północnych stokach szczytów Pointe du Niélard (2 559 m n.p.m.) i Pointe du Grand Niélard (2 544 m n.p.m.), w gminie Les Avanchers-Valmorel. Rzeka generalnie płynie w kierunku północno-wschodnim. Uchodzi do Isère w gminie Grand-Aigueblanche. 
Morel w całości płynie na terenie departamentu Sabaudia, w tym na obszarze 3 gmin: Les Avanchers-Valmorel (źródło), La Léchère oraz Grand-Aigueblanche (ujście). 

## Dopływy
Morel ma opisanych 5 dopływów o długości co najmniej 2 km. Są to:
| - Ruisseau des Teppes - Merderel - Ruisseau de la Perrière - Ruisseau de Fontaine Froide - Ruisseau du Péchet |